# Pardi
Pardi là một thành phố và khu đô thị của quận Valsad thuộc bang Gujarat, Ấn Độ.

## Địa lý
Pardi có vị trí 20°31′B 72°57′Đ / 20,52°B 72,95°Đ Nó có độ cao trung bình là 18 mét (59 feet).

## Nhân khẩu
Theo điều tra dân số năm 2001 của Ấn Độ, Pardi có dân số 25.241 người. Phái nam chiếm 51% tổng số dân và phái nữ chiếm 49%. Pardi có tỷ lệ 76% biết đọc biết viết, cao hơn tỷ lệ trung bình toàn quốc là 59,5%: tỷ lệ cho phái nam là 81%, và tỷ lệ cho phái nữ là 71%. Tại Pardi, 10% dân số nhỏ hơn 6 tuổi.